# Never Be the Same
"Never Be the Same" é o terceiro single do cantautor Christopher Cross, lançado para seu álbum de estreia Christopher Cross, que foi vencedor do Grammy Award para Album of the Year. Foi o terceiro single consecutivo do cantor a atingir o Top 40 na tabela Billboard Hot 100, onde alcançou a posição 15 no final de 1980. A canção foi um hit número um no adult contemporary chart, permanecendo lá por duas semanas.